# Марш славянки
«Марш славянки» — российская военная драма, действие которой разворачивается на фоне Второй чеченской войны.

## Сюжет
Светлана — мать солдата служащего в Чечне. После его звонка она чувствует, что с её сыном случилась беда и отправляется в зону боевых действий на его поиски. А в это время её сына спасла и отогрела после чеченского плена сорокалетняя женщина, похоронившая своего сына наркомана. Светлане предстоит вернуть своего ребёнка, но сделать это будет непросто…

## В ролях
- Марина Яковлева — Светлана, мать Саши
- Галина Бокашевская — Ольга
- Олег Хусаинов — Саша
- Илья Народовой
- Александр Ананченков
- Анджела Арзуманян
- Георгий Аторакалян
- Евгений Бугай
- Андрей Булатов
- Евгений Чекин

## Фестивали и награды
- 2003 — «Кинотавр» — номинация на главный приз «Золотая роза»